# Paraskevi Patoulidou
Paraskevi "Voula" Patoulidou (grekiska: Παρασκενή "Βούλα Πατουλίδου), född 29 mars 1965 i Tripotamo (nu en del av Florina), Västra Makedonien, är en grekisk före detta friidrottare som tävlade i häcklöpning. Hon är numera politiker.

## Karriär som friidrottare
Patoulidous främsta framgång som friidrottare kom vid OS 1992 där hon vann olympiskt guld på 100 meter häck. Patoulidou hade innan mästerskapen ett personligt rekord 12,96 som hon först förbättrade i semifinalen där hon sprang på 12,88. I finalen vann hon på tiden 12,64. En tävling där den stora favoriten Gail Devers föll på sista häcken och slutade först på en femte plats. Segern var då den första friidrottssegern för Grekland i ett olympiskt spel sedan Spyridon Louis vann maratonloppet i OS 1896.
Bortsett från segern i OS har hon inga större meriter från världsmästerskap eller olympiska mästerskap.

## Karriär i övrigt
Under hösten 2006 kandiderade Patoulidou i regionvalet i Thessaloniki för PASOK men förlorade valet. 